# 鲍勃·卡林顿
鲍勃·弗雷德里克·卡林顿（英語：Robert Frederick Carrington，1953年7月3日—），美国NBA联盟前职业篮球运动员。他在1976年的NBA选秀中第2轮第11顺位被亚特兰大鹰选中。